# L-eritro-3,5-diaminoesanoato deidrogenasi
La L-eritro-3,5-diaminoesanoato deidrogenasi è un enzima appartenente alla classe delle ossidoreduttasi, che catalizza la seguente reazione:
L-eritro-3,5-diaminoesanoato + H2O + NAD+ ⇄ (S)-5-amino-3-ossoesanoato + NH3 + NADH + H+